# Mode 03h
Le mode 03h est le mode d'affichage des données de texte standard sur PC avec une disposition des caractères en 80 colonnes et vingt-cinq lignes, soit 2000 caractères.

## Codage
Il a pour taille 8000 octets (4000 pour les caractères et 4000 pour les attributs).
Il commence à l'adresse B800:0000.
| Attribut     | Attribut        | Attribut        | Attribut        | Attribut        | Attribut        | Attribut        | Attribut        | Caractère  | Caractère  | Caractère  | Caractère  | Caractère  | Caractère  | Caractère  | Caractère  |
| ------------ | --------------- | --------------- | --------------- | --------------- | --------------- | --------------- | --------------- | ---------- | ---------- | ---------- | ---------- | ---------- | ---------- | ---------- | ---------- |
| 7            | 6               | 5               | 4               | 3               | 2               | 1               | 0               | 7          | 6          | 5          | 4          | 3          | 2          | 1          | 0          |
| Clignotement | Couleur de fond | Couleur de fond | Couleur de fond | Couleur d'encre | Couleur d'encre | Couleur d'encre | Couleur d'encre | Code ASCII | Code ASCII | Code ASCII | Code ASCII | Code ASCII | Code ASCII | Code ASCII | Code ASCII |